# アンドレア・ルケージ
アンドレア・ルケージ（Andrea Luchesi 1741年5月23日 - 1801年3月21日）は、古典派のイタリアの作曲家。

## 生涯

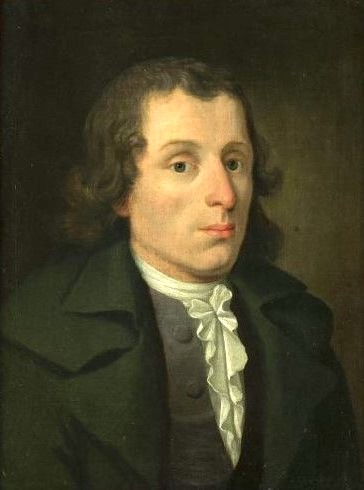
この肖像画がルケージのものであるとする意見があるが、一般的にはクリスティアン・ゴットロープ・ネーフェのものと考えられている。

ルケージはトレヴィーゾにほど近い、ヴェネツィア共和国のモッタ・ディ・リヴェンツァに生まれた。父ピエトロ・ルケージ（Pietro）と母カテリーナ・ゴッタルディ（Caterina Gottardi）の間の11番目の子どもであった。一家は14世紀にルッカからヴェネツィアへ移ってきた貴族の末裔で、かなり裕福な家庭であった。ルケージは生まれた町で育ち、音楽やその他一般の教育を兄のマッテオ（Matteo）から受けた。兄は牧師であり、また教師、オルガニストでもあった。
1757年までに彼はヴェネツィアへと移った。貴族のジュゼッペ・モロシーニ（Giuseppe Morosini）の庇護を得て、彼は高名な音楽家たちの下で学ぶことができた。ジョアッキーノ・コッキ、「パドレ」ジュゼッペ・パオルッチ、ジャーコモ・ジュゼッペ・サラテッリ、ドメニコ・ガロ、フェルディナンド・ベルトーニ、そして中でも最も著名であるバルダッサーレ・ガルッピである。ルケージはベネチアで早々とキャリアを重ねていった。オルガニスト委員会の調査員（1761年）、サン・サルヴァトーレ教会のオルガニスト（1764年）、オルガン、チェンバロによる器楽曲、宗教音楽、劇音楽の作曲家となっていった。彼は公的な祝典のための曲を書いており、その最後となったのは1771年にスペインの在ベネチア領事であったホセ・ホアキン・デ・モンテアレグレ公爵の厳粛な葬儀のための音楽であった。有名なヴィルトゥオーゾであった彼はヴェネチアの内外にオルガン演奏のために招かれ、パドヴァの聖アントニオのバシリカに設置された新しいオルガンの除幕式での演奏などはその一例である。
1765年の春には、ウィーンのホフテアーター（Hoftheater）で彼のオペラ「L'isola della fortuna」が上演されている。
1771年にはレオポルトとその息子のモーツァルトがイタリアに演奏旅行に訪れており、ルケージは親子にチェンバロ協奏曲の1曲を捧げている。モーツァルトは1777年までこの曲を演奏しており、一方レオポルトとモーツァルトの姉ナンネルは教育および練習目的でこの曲を使用していた。

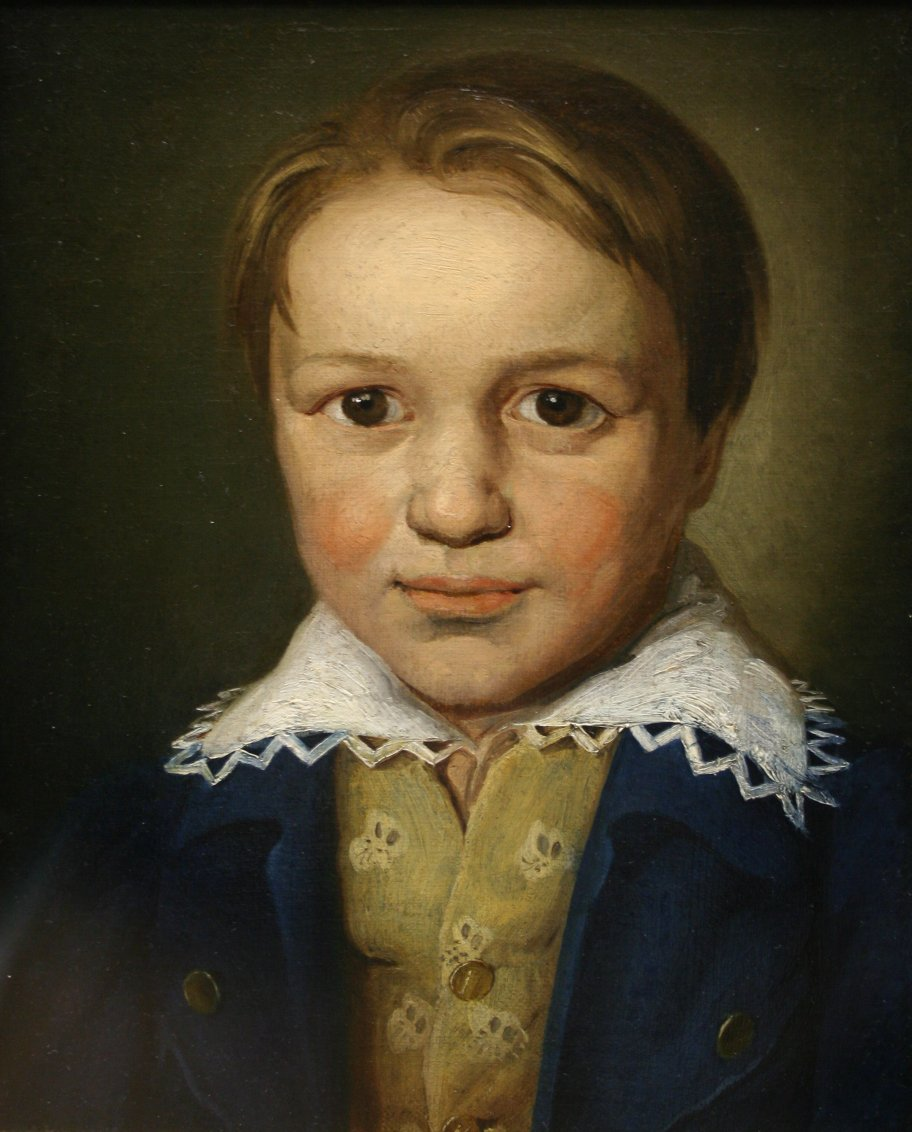
ボンの宮廷に仕えていた13歳のベートーヴェン

1771年の終わり、ルケージは自らの宮廷チャペルの質を向上させたいと考えたケルン選帝侯のマクシミリアン・フリードリヒ・フォン・ケーニッヒスエック＝ローテンフェルス（Maximilian Friedrich von Königsegg-Rothenfels）の求めに応じ、3年の契約でボンに出向くことになった。先代（ベートーヴェンの祖父であった）が死去した後、ルケージが1774年に宮廷楽長に選定された。彼は1775年にマクシミリアン・フリードリヒの上級顧問の娘であったアントネッタ・ヨーゼファ・ダントアン（Anthonetta Josepha d'Anthoin）と結婚し、これにより公国の市民権を得た。2人の間には生涯をボンで過ごした娘と4人の息子がいた。宮廷オルガニストのクリスティアン・ゴットロープ・ネーフェによれば、息子のうちの2人（マクシミリアン・フリードリヒ 1775年生とマクシミリアン・ヤコプ・フェルディナント 1777年生）は才能ある音楽家だったという。1783年から1784年にベネチアに戻ったことを除くと、彼は1801年にこの世を去るまでボンで過ごすことになる。しかし、フランス革命戦争の侵略兵が宮廷を抑圧したため、1794年に楽長の職からは降ろされていた。
若きベートーヴェンは1781年から1792年にかけて宮廷のチャペルに勤めており、オルガン、チェンバロ、ビオラ演奏の助手を務めていた。ベートーヴェンの音楽、作曲の訓練はルケージの存在によって影響を受けたものと考えられるが、二人の師弟関係を示すような公式の証拠は見つかっていない。1783年から1784年のルケージのベネチア行きの間は、ネーフェが指揮者、教員として楽長職を代行し、若きベートーヴェンはオルガン演奏を受け持った。
ルケージはボンで没した。
ルケージの弟子として知られるのはアントニーン・レイハ、ベルンハルトとアンドレーアス・ロンベルク、そしてフェルディナント・リースである。

## 主要作品
- オペラ・ブッファ「L’isola della fortuna」 台本 ジョヴァンニ・ベルターティ（Giovanni Bertati） 1765年 ウィーン ホフテアーターで初演、同年にベネチア、1767年にはリスボンの王立劇場でも上演
- オペラ・セリア「Ademira」 ベネチアのキリスト昇天日のための 1784年；スウェーデン王グスタフ3世の名誉に捧げられている
- 他のオペラ「Il marito geloso」 (1766年)、「Le donne sempre donne」(1767年)、「Il giocatore amoroso」(1769年)、「Il matrimonio per astuzia」(1771)、「Il Natal di Giove」「L’inganno scoperto ovvero il conte Caramella」（1773年 カルロ・ゴルドーニのリブレット）、「L’amore e la misericordia guadagnano il gioco」(1794年).
- オラトリオ「Sacer trialogus」(1768年)
- 「スターバト・マーテル」(1770年頃)
- 「レクイエム」(1771年) ヘ長調 サン・ゲレミアのモンテレグレ公爵の国葬のための
- 様々なミサ曲や宗教音楽: ベネチアのサン・ロレンツォのためのミサ曲、ヴェローナの"Festa della concezione di Maria"のためのミサ曲、ベネチアのインクラビリ音楽院（Incurabili）のためのテ・デウムなど
- Passione di N.S. Gesù Cristo (1776), ピエトロ・メタスタージオの詩による(recorded cd by Tactus)
- オルガン曲 
  - ドネッリ・コレクション（Donelli）として知られる12のソナタ（1764年までに完成） 現在はナポリ音楽院に収蔵
  - 6つのソナチネ、8つのディヴェルティメント 現在はワシントンD.C.のアメリカ議会図書館蔵
  - 2つのソナタ 'Menus plaisirs du Roi' パリ
- ベネチアのサン・ロッコの祭典のための祝祭音楽（1769年）
- ブラウンシュヴァイク公のためのセレナーデ（1764年）
- ヴュルテンベルク公のためのカンタータ（1767年）
- 2つの交響曲（1768年以前）
- 6つのソナタ 'per il cembalo con l'accompagnamento di un violino'  Op.1 （ボン 1772年）
- ソナタ ヘ長調 'per il cimbalo' （1771年-1773年?) 現在はヴェストファーレン・ヴィルヘルム大学所蔵
- 3つの交響曲 Op. 2 （ボン 1773年） 散逸
- ハープシコード協奏曲（ボン 1773年) – 他の4つの協奏曲/トリオは散逸
- マックス・フランツの主教選任を祝すカンタータ（1785 – ルケージ作とされる ボン 州立アーカイブ）
- チェンバロとヴァイオリンのためのやさしいソナタ（ライプツィヒ 1796年）